# StepMania
StepMania è un videogioco open source per Windows, ReactOS, Mac e Linux creato da Chris Danford.
È un clone del famoso gioco della Konami chiamato Dance Dance Revolution.
Come nella serie Konami, si "balla" premendo delle frecce (che variano da 4 a 6 oppure unendo due console si arriva ad 8) a ritmo di musica. Inoltre è possibile inserire nel gioco altre canzoni o crearne ancora di nuove, nonché modificare il tema.

## Modalità di gioco
StepMania è il più conosciuto tra i cloni del gioco di ballo creato dalla Konami conosciuto con il nome di Dance Dance Revolution (DDR). Il videogioco è scaricabile gratuitamente da molteplici siti internet che presentano versioni differenti che vanno fino alla attuale versione 5 del programma. Di per sé il simulatore appena installato non presenta canzoni; difatti anch'esse sono scaricabili gratuitamente da vari siti specializzati e non. La struttura comprende difficoltà di esecuzione delle canzoni diverse:
- Beginner: è la difficoltà base, consigliata ad un pubblico che gioca per la prima volta.
- Light: o principiante, è la prima difficoltà dove si comprende maggiormente la logica del programma.
- Standard: è la difficoltà media, comprende passi ritmici più veloci.
- Heavy: o difficile, presenta il vero concetto che il gioco vuole trasmettere; la maggior parte delle canzoni in circolazione danno il meglio dell'esperienza proprio in questa difficoltà.
- Challenge: non è differente dalla modalità Heavy, ma è basata sulle canzoni più difficili.

StepMania con impostazioni standard presenta 3 livelli giocabili, nei quali il giocatore deve terminare ogni canzone senza portare l'energia della barra visualizzabile nella parte superiore dello schermo al suo completo "svuotamento".